# Casa d'Aragona

Stemma del Casato Barcellona e d’Aragona

La Casa d'Aragona (in aragonese e spagnolo: Casa de Aragón; in catalano: Casal d'Aragó) fu un'antica famiglia reale europea, il cui nome trae origine dal Regno d'Aragona sorto nell'XI secolo nella penisola iberica, che successivamente ampliò il proprio dominio in altre aree dell'odierna Spagna, e nella parte meridionale della penisola italica, creando una confederazione di regni e di contee denominata Corona d'Aragona, esistita fino al XVIII secolo. Il Casato derivò dalla dinastia jimena, famiglia reale di origine navarra, che si estinse, nella seconda metà del XII secolo, nella Casa di Barcellona, quando Petronilla, ultima Regina della Casa d'Aragona, sposò il Sovrano della Contea di Barcellona, Raimondo Berengario IV Conte di Barcellona. I discendenti e futuri Re della Corona d'Aragona (il nuovo stato formato da questa unione della Contea di Barcellona e Aragona) assunsero il predicato materno d'Aragona, ma conservarono lo stemma Barcellona della linea maschile (d'oro a quattro pali di rosso).
Fu tra le case regnanti più importanti e potenti del suo tempo, e si estinse in linea maschile all'inizio del XV secolo.

## Storia

### Origini

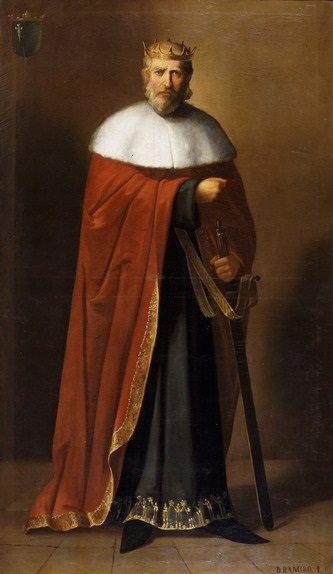
Ramiro Sánchez, I re d'Aragona, in un ritratto di Manuel Aguirre y Monsalbe del 1885

La Contea d'Aragona fu istituita nell'802 dall'imperatore Carlo Magno su territori conquistati dai Franchi nella parte nordorientale dell'al-Andalus, nella penisola iberica, in precedenza occupati dai musulmani. Divenuta territorio del Regno di Navarra nel 943, il re Sancho III Garcés di Navarra (990-1035), prima di morire la assegnò al figlio naturale Ramiro Sánchez (1008-1063), che si proclamò I Re d'Aragona.
La dinastia reale dei Jiménez di Pamplona regnò in Aragona fino al 1136 con Ramiro II Sánchez detto il Monaco (1080-1157), il quale diede in sposa la sua unica figlia l'infanta Petronilla (1136-1174) al conte Raimondo Berengario IV di Barcellona (1113-1162), a cui delegò di governare il Regno d'Aragona col titolo di principe d'Aragona e conte di Barcellona.

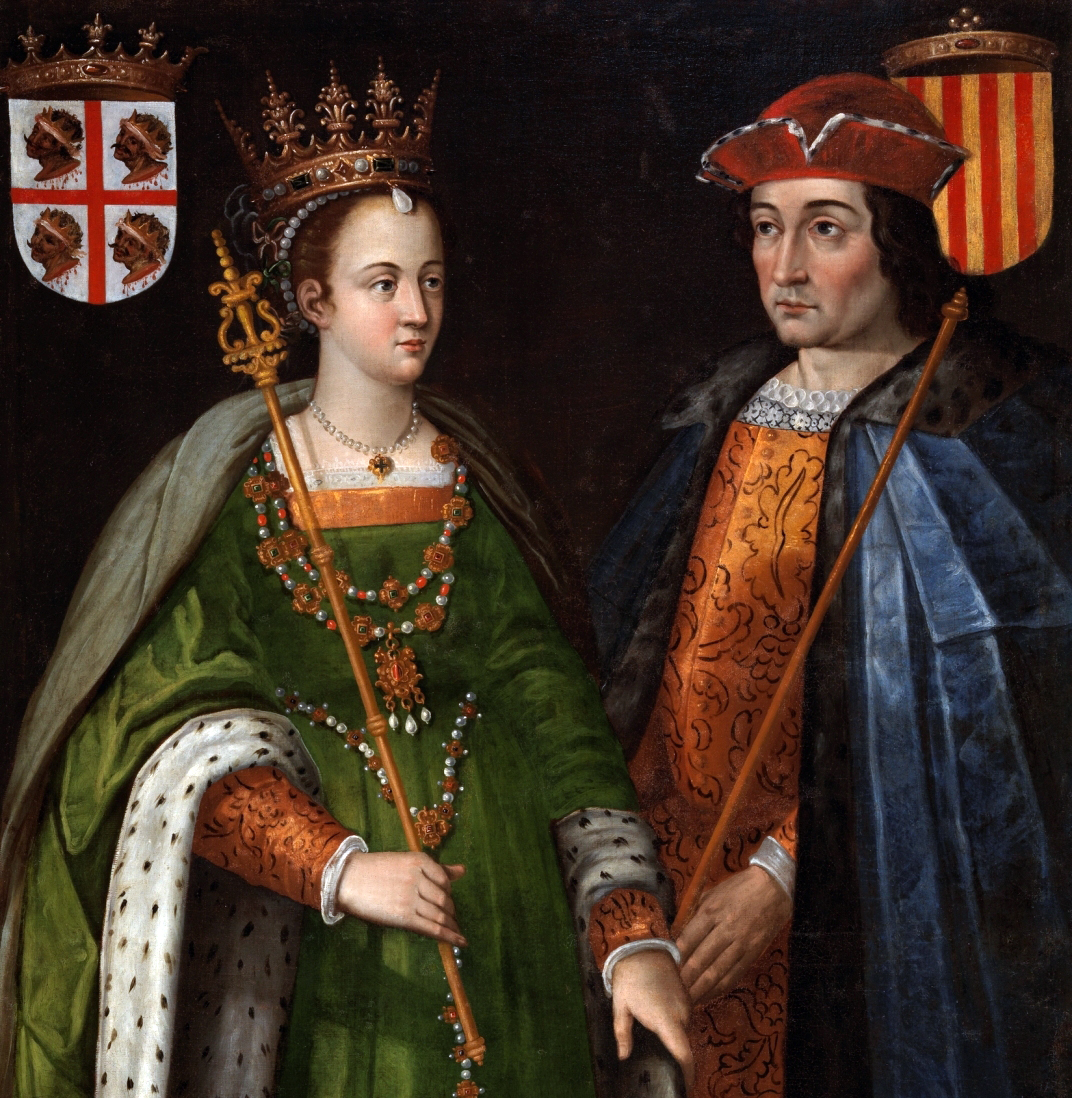
Petronilla, regina d'Aragona, e Raimondo Berengario IV, conte di Barcellona

Il matrimonio tra Raimondo Berengario IV, conte di Barcellona, e la regina Petronilla d'Aragona, sancì l'unione dinastica tra i rispettivi casati e la creazione di una confederazione che raggruppava la Contea di Barcellona ed il Regno d'Aragona - che conservarono ciascuna la propria autonomia politico-amministrativa - denominata Corona d'Aragona. Raimondo Berengario, che dal suocero aveva ottenuto la delega a governare l'Aragona, non ebbe mai il titolo di Re, e conservò fino alla morte quello di Conte di Barcellona.

### Unione dinastica con la Casa di Barcellona

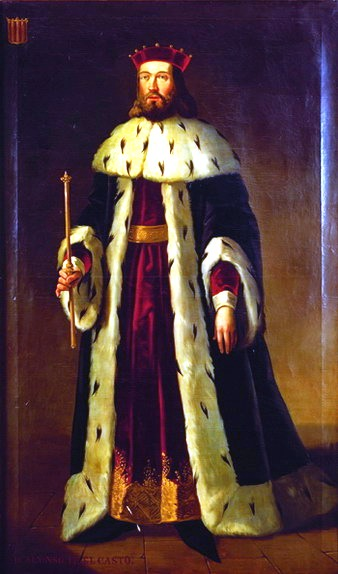
Ritratto di Alfonso II d'Aragona

Dall'unione tra il Conte Raimondo Berengario e la Regina Petronilla nacquero cinque figli, di cui il secondogenito vivente Raimondo Berengario, divenuto Re della Corona d'Aragona nel 1164 per l'abdicazione della madre, assunse il nome di Alfonso II d'Aragona (1157-1196), in onore al prozio Alfonso I re d'Aragona detto il Battagliero.
Alfonso II d'Aragona, soprannominato Alfonso il Casto o il Trovatore, fu il primo membro del casato dei Conti Barcellona a fregiarsi del titolo di Re d'Aragona, ed essendo questo titolo, ereditato da parte materna, di rango più elevato rispetto a quello comitale ereditato da parte paterna, con lui il suo casato di appartenenza si nominò Casa d'Aragona.
Nel 1174, Alfonso sposò la principessa Sancha di Castiglia, che lo rese padre di otto figli, e di essi il primogenito fu Pietro (1174-1213), detto il Cattolico, che nel 1204 fu il primo sovrano aragonese ad essere incoronato dalla Santa Sede. Morì nella battaglia di Muret del 1213, in difesa dei suoi vassalli occitani contro Simone di Montfort, e lasciò due figli, avuti dalla moglie Maria di Montpellier, figlia di Guglielmo, signore di Montpellier. Gli Aragona si imposero come una delle maggiori case reali europee, come dimostrato dai matrimoni della principessa Costanza (1183-1222), figlia del re Alfonso, dapprima con il re Emerico d'Ungheria, e poi con Federico II di Svevia, imperatore del Sacro Romano Impero.

### XIII secolo
Al re Pietro II succedette il figlio Giacomo (1208-1276), detto il Conquistatore, con il quale avvenne l'espansione territoriale della Corona d'Aragona con le conquiste di Maiorca (1230), di Minorca (1231), di Ibiza e Formentera (1235), e di Valencia (1238), sottratte ai Mori. Fondò il Regno di Valencia e il Regno di Maiorca, che alla sua morte passarono rispettivamente ai figli Pietro e Giacomo II (1243-1311). La figlia Isabella (1247-1271) fu moglie del re Filippo III di Francia.
Pietro III di Aragona (1239-1285), detto il Grande, figlio primogenito del Re Giacomo I e della di lui seconda moglie Iolanda d'Ungheria, figlia del Re Andrea II, fu re d'Aragona e di Valencia, conte di Barcellona e di altre contee catalane. Sposò la principessa sveva Costanza di Hohenstaufen, figlia del re Manfredi di Sicilia, la quale lo spinse ad intervenire in favore dei nobili siciliani che si ribellarono alla dominazione angioina con i Vespri siciliani scoppiati a Palermo nel 1282. Il sovrano aragonese si proclamò Re di Trinacria, ma la definitiva conquista dell'isola avvenne nel 1302 in seguito alla Pace di Caltabellotta tra Aragonesi e Angioini, che vide l'incoronazione del figlio Federico (1274-1337). La figlia Isabella (1271-1336), fu moglie del re Dionigi del Portogallo.

### XIV secolo
Con il re Giacomo II di Aragona (1267-1327), detto il Giusto, figlio secondogenito del Re Pietro III, succeduto al trono dei regni di Aragona e di Valencia, e delle contee di Barcellona e di altre, al fratello maggiore Alfonso (1265-1291), gli Aragonesi conquistarono i Ducati di Atene (1311) e Neopatria (1319), nel Mar Egeo, e la Sardegna (1323-26), di cui il medesimo Giacomo era stato incoronato Re nel 1297 da papa Bonifacio VIII in ottemperanza del Trattato di Anagni (1294), con il quale aveva fatto rinuncia della Sicilia.
Alla fine del XIV secolo, nella Costituzione d'Aragona fu introdotta la legge salica, che stabiliva il diritto di successione al trono della Corona esclusivamente in linea maschile; in osservanza di questa norma alla morte del re Giovanni I d'Aragona nel 1396, furono escluse dalla successione al trono della Corona d'Aragona le figlie Giovanna e Iolanda, e vi si insediò lo zio Martino, duca di Montblanc (1356 - 1410).

### Estinzione

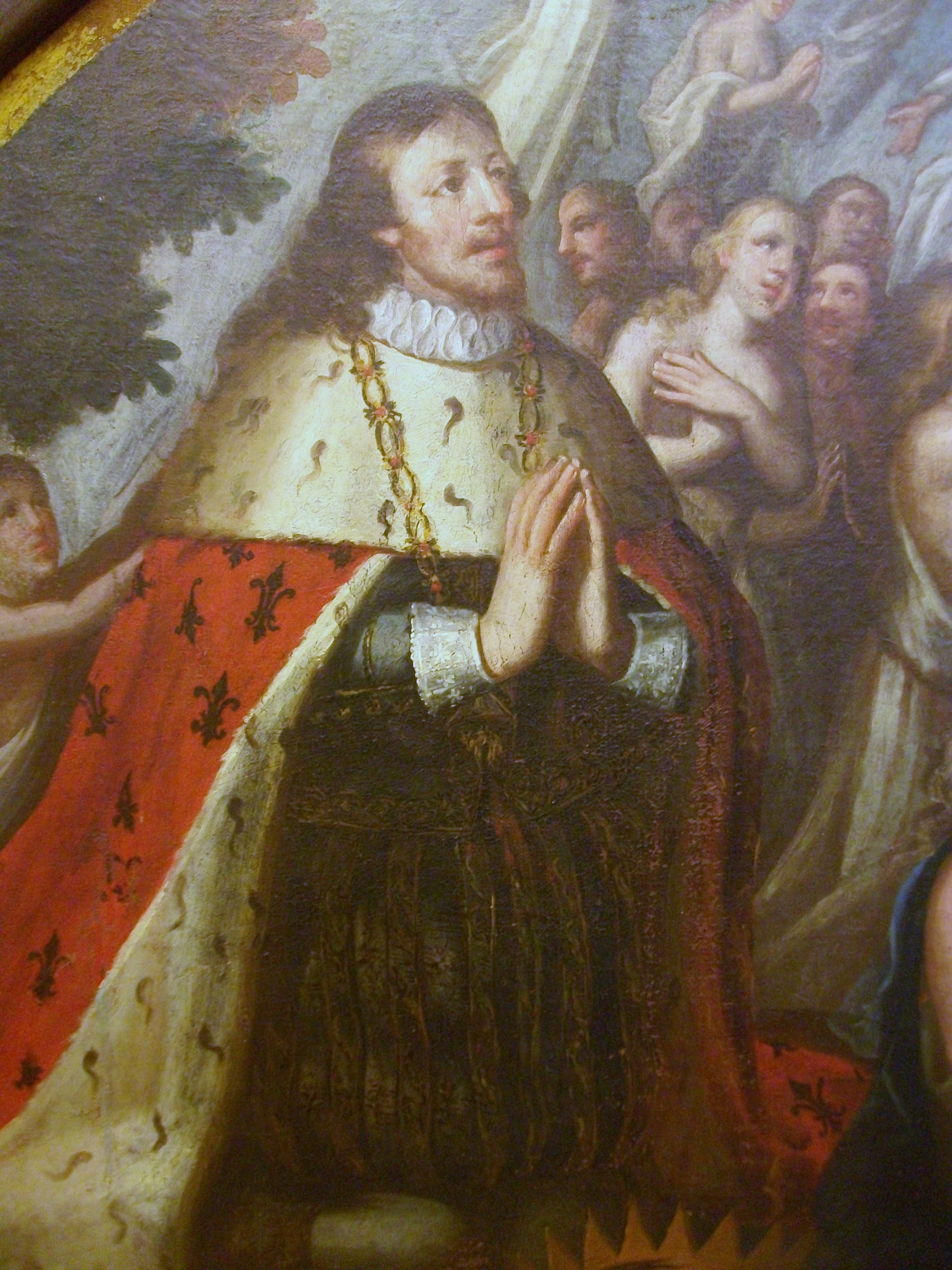
Particolare del quadro Visió del rei Martí I di Josep Vergara Gimeno del 1400

Il re Martino I d'Aragona fu l'ultimo sovrano discendente dai Conti di Barcellona, poiché gli erano premorti il figlio Martino il Giovane (1374-1409), re di Sicilia, e i nipoti i principi ereditari Pietro (1398-1400) e Martino (1403-1407). Il re Martino di Sicilia, aveva lasciato un figlio naturale, Federico, conte di Luna, e per assicurarsi la successione, suo nonno lo aveva fatto legittimare dal papa Benedetto XIII, ma non fu riconosciuto come Re della Corona d'Aragona dai nobili aragonesi, catalani e valenziani.
Oltre al Conte di Luna, figlio bastardo del Re di Sicilia, pretendenti al trono della Corona d'Aragona furono membri appartenenti a rami cadetti del casato come Alfonso d'Aragona, duca di Gandia (1332-1412) e Giacomo d'Aragona, conte di Urgell, e discendenti in linea femminile come Luigi d'Angiò, re di Napoli (1403-1434), nipote abiatico del Re Giovanni I in quanto figlio della Principessa Iolanda, e il principe Ferdinando di Trastámara (1380-1416), detto el de Antequera, la cui madre era Eleonora d'Aragona, figlia del Re Pietro IV e sorella di Martino il Vecchio, e moglie del re Giovanni I di Castiglia.

### Successione
Nel 1412 le cortes di Aragona, Catalogna e Valencia si riunirono per scegliere il Re della Corona d'Aragona tra i cinque pretendenti al trono - peraltro escludendo i rappresentanti di Maiorca, Sardegna e Sicilia - e malgrado la legge salica, con il compromesso di Caspe scelsero a maggioranza come nuovo sovrano il principe Ferdinando di Trastámara, e i voti decisivi furono soprattutto quelli di aragonesi e valenziani. La Corona d'Aragona passò quindi ai Trastámara, e dal re Ferdinando I d'Aragona si originò il ramo dei Trastámara d'Aragona, i cui discendenti adottarono il cognome d'Aragona.
Ultimo discendente maschile legittimo della dinastia, fu Enrico di Villena, morto nel 1434, appartenente ad un ramo cadetto.
Dopo la morte di Martino I d'Aragona e di Martino I di Sicilia senza eredi legittimi la pretesa passò tuttavia agli Aragona-Urgell, agli Aragona-Gandia e agli Aragona-Ayerbe, il cui ultimo esponente morì nel 1837. Dopo di lui la pretesa passò ai Paternò-Castello di Guttadauro, ramo collaterale dei Paternò-Carcaci, e a sua volta dei Paternò (o Paternò-Ayerbe-Aragona) il cui capostipite era Giacomo barone di Paternoy (figlio di Pietro d'Aragona-Ayerbe).

## Rami cadetti
Aragona d'Ayerbe
Ramo illegittimo originato da Pietro d'Ayerbe (1257-1318), nato dalle nozze segrete di re Giacomo I d'Aragona con la sua amante, la nobildonna navarra Teresa Gil de Vidaure. Nel 1272, Pietro ebbe dal padre i feudi di Ayerbe, Grañén, Robres, Salas Altas e Salas Bajas. La baronia di Ayerbe, e le altre, tornarono alla Corona nel 1329, alla morte del figlio Pietro II, che non lasciò discendenza maschile.
Giacomo d'Ayerbe, figlio naturale del barone Pietro I, ebbe investitura del feudo di Partenoy e diede origine ai Baroni di Partenoy e signori di Liso. Due suoi discendenti, Giovanni e Sancio, cavalieri catalani, giunsero nel Regno di Napoli, conquistato dagli Aragonesi nel XV secolo, e da costoro ebbero origine le nobili famiglie Ayerbo d'Aragona e Cestari, rispettivamente titolate come Principi di Cassano e Conti di Scapoli.
Aragona d'Empúries
Capostipite del ramo fu Raimondo Berengario d'Aragona (1308-1366), decimo figlio del Re Giacomo II e di Bianca di Napoli, divenuto Conte di Empúries nel 1341. Si estinse con il nipote Pietro, morto nel 1416 senza lasciare discendenza maschile.
Aragona di Maiorca
Il ramo degli Aragona dei Re di Maiorca fiorì alla fine del XIII secolo con Giacomo, II re di Maiorca (1243-1311), figlio omonimo del Re d'Aragona, dal quale ebbe assegnato il Regno di Maiorca, fondato dal medesimo nel 1276 dopo la conquista dell'isola, strappata agli occupanti musulmani.
Possessori anche del titolo di Principi di Morea, si estinsero in linea maschile con il re Giacomo IV di Maiorca (1336-1375), che dal matrimonio con la regina Giovanna I di Napoli non ottenne alcuna discendenza. Gli succedette nel titolo la sorella Elisabetta di Maiorca (1337-1406), sposata al marchese Giovanni II del Monferrato.
Aragona di Ribagorza (o di Gandia)
Il ramo ebbe origine con Pietro d'Aragona, conte di Ribagorza (1305-1381), settimo figlio del Re Giacomo II e di Bianca di Napoli, siniscalco di Catalogna ed investito del titolo comitale nel 1323. Il figlio primogenito Alfonso fu investito dei titoli di Duca di Gandia e di Marchese di Villena, e la sua discendenza si estinse con il figlio Alfonso V († 1425), che non lasciò eredi legittimi.
Dal Conte di Ribagorza derivò anche il ramo dei Conti di Prades, con Giovanni († 1414), siniscalco di Catalogna, che da Sancha Ximénez dei signori di Arenós, ebbe i figli Pietro e Giacomo.
Aragona di Sicilia
Il ramo reale degli Aragona di Sicilia fiorì all'inizio del XIV secolo con Federico d'Aragona, figlio del Re Pietro III, incoronato nel 1302 a Re di Trinacria.
Furono Duchi di Atene e di Neopatria, ed ultimo discendente fu il re Federico IV di Sicilia (1341-1377), che lasciò una sola figlia legittima, Maria (1363-1401), che sposò Martino d'Aragona il Giovane, appartenente al ramo principale del casato derivato dai Conti di Barcellona.
Aragona di Urgell
La Contea d'Urgell passò agli Aragona attraverso la contessa Teresa di Entenza (1300-1327), che sposò Alfonso IV di Aragona (1299-1366), figlio del Re Giacomo II, e alla loro morte venne ereditata dal loro figlio terzogenito Giacomo (1321-1347), divenuto conte nel 1327.
Ultimo discendente fu il Conte Giacomo II (1380-1433), al quale gli era premorto l'unico figlio maschio, Filippo. Nel 1413 il re Ferdinando I d'Aragona tolse a lui i titoli e i beni posseduti perché non lo riconobbe quale nuovo Re della Corona d'Aragona.

## Armoriale
La Casa d'Aragona alla sua fondazione con Ramiro I, adottò come primo stemma quello raffigurante la Croce di Íñigo Arista. Il re Pietro I di Aragona (1068 ca.-1104), dopo la vittoriosa battaglia di Alcoraz del 1096, in cui uccise quattro Re Mori, cambiò lo stemma e ne creò uno nuovo che raffigurava quattro teste di moro sulla Croce di San Giorgio, detta Croce di Alcoraz.
Il re Alfonso II d'Aragona, divenuto sovrano nel 1164, adottò quale stemma del casato quello della Casa di Barcellona, da cui discendeva per linea paterna. Lo stemma rimase quello definitivo e subì modifiche negli altri rami.

Stemma dei Re d'Aragona (Croce di Íñigo Arista; 1035-1094)
Stemma dei Re d'Aragona (Croce di Alcoraz; 1094-1164)
Stemma dei Re d'Aragona (Conti di Barcellona; 1164-1410)
Stemma dei Re di Maiorca
Stemma dei Re di Sicilia
Stemma dei Re di Valencia
Stemma dei Conti di Empúries
Stemma dei Conti di Luna
Stemma dei Conti di Prades
Stemma dei Conti di Urgell

## Genealogia

### I Casa d'Aragona (Aragona-Pamplona)
|                                       |                                                                               |                                                                               |                                                    |                                                                                 |                                                                                 |                                                                           | | |          |                                                  |                                                  |
|                                       |                                                                               |                                                                               |                                                    |                                                                                 |                                                                                 | Ramiro, I re d'Aragona († 1063) I Gilberga di Foix, II Agnese d'Aquitania | | |          |                                                  |                                                  |
|                                       |                                                                               |                                                                               |                                                    |                                                                                 |                                                                                 |                                                                           | | |          |                                                  |                                                  |
|                                       |                                                                               |                                                                               |                                                    |                                                                                 |                                                                                 |                                                                           | | |          |                                                  |                                                  |
|                                       |                                                                               | I Teresa Guglielmo Bertrando, conte di Forcalquier                            | I Teresa Guglielmo Bertrando, conte di Forcalquier | I Sancho, II re d'Aragona († 1094) I Isabella di Urgell, II Felícia di Ramerupt | I Sancho, II re d'Aragona († 1094) I Isabella di Urgell, II Felícia di Ramerupt | I Garcia, vescovo di Jaca e di Pamplona († 1086)                          | I Garcia, vescovo di Jaca e di Pamplona († 1086)                                                                        | I Urraca | I Urraca | I Sancha (1045-1097) Ermengaudo, conte di Urgell | I Sancha (1045-1097) Ermengaudo, conte di Urgell |
|                                       |                                                                               |                                                                               |                                                    |                                                                                 |                                                                                 |                                                                           | | |          |                                                  |                                                  |
|                                       |                                                                               |                                                                               |                                                    |                                                                                 |                                                                                 |                                                                           | | |          |                                                  |                                                  |
|                                       | I Pietro, III re d'Aragona († 1104) I Agnese di Aquitania, II Berta di Savoia | I Pietro, III re d'Aragona († 1104) I Agnese di Aquitania, II Berta di Savoia | II Ferdinando                                      | II Ferdinando                                                                   | II Alfonso, IV re d'Aragona († 1134) Urraca di Castiglia                        | II Alfonso, IV re d'Aragona († 1134) Urraca di Castiglia                  | II Ramiro, V re d'Aragona († 1157) Agnese di Poitiers                                                                   | II Ramiro, V re d'Aragona († 1157) Agnese di Poitiers                                                                   |          |                                                  |                                                  |
|                                       |                                                                               |                                                                               |                                                    |                                                                                 |                                                                                 |                                                                           | | |          |                                                  |                                                  |
|                                       |                                                                               |                                                                               |                                                    |                                                                                 |                                                                                 |                                                                           | | |          |                                                  |                                                  |
| I Pietro († 1104) Maria Díaz de Vivar | I Pietro († 1104) Maria Díaz de Vivar                                         | I Isabella († 1104)                                                           | I Isabella († 1104)                                |                                                                                 |                                                                                 |                                                                           | Petronilla, regina d'Aragona (1136-1174) Raimondo Berengario IV di Barcellona, conte di Barcellona e principe d'Aragona | Petronilla, regina d'Aragona (1136-1174) Raimondo Berengario IV di Barcellona, conte di Barcellona e principe d'Aragona |          |                                                  |                                                  |
|                                       |                                                                               |                                                                               |                                                    |                                                                                 |                                                                                 |                                                                           | | |          |                                                  |                                                  |
|                                       |                                                                               |                                                                               |                                                    |                                                                                 |                                                                                 |                                                                           | | |          |                                                  |                                                  |
|                                       |                                                                               |                                                                               |                                                    |                                                                                 |                                                                                 |                                                                           | (II Casa d'Aragona) | |          |                                                  |                                                  |

### II Casa d'Aragona (Aragona-Barcellona)
| Raimondo Berengario IV di Barcellona, conte di Barcellona e principe d'Aragona (1113-1162) - Petronilla, regina d'Aragona |  | |  |                                                                                    |
| |  | Pietro (1152-1162) |  |                                                                                    |
| |  | |  |                                                                                    |
| |  | Alfonso, I re della Corona d'Aragona (nato Raimondo Berengario; 1157-1196) - Sancha di Castiglia                                                    |  |                                                                                    |
| |  | |  |                                                                                    |
| |  | |  | Pietro, II re della Corona d'Aragona (1174-1213) - Maria di Montpellier            |
| |  | |  |                                                                                    |
| |  | |  | Sancha (1205-1206)                                                                 |
| |  | |  |                                                                                    |
| |  | Giacomo, III re della Corona d'Aragona (1208-1276) - I Eleonora di Castiglia, II Iolanda d'Ungheria, III Teresa Gil de Vidaure                      |  |                                                                                    |
| |  | |  |                                                                                    |
| |  | |  | I Alfonso (1222-1260)                                                              |
| |  | |  |                                                                                    |
| |  | II Violante (1236-1301) - Alfonso X di Castiglia |  |                                                                                    |
| |  | |  |                                                                                    |
| |  | II Pietro, IV re della Corona d'Aragona (1239-1285) - Costanza II di Sicilia                                                                        |  |                                                                                    |
| |  | |  |                                                                                    |
| |  | |  | Alfonso, V re della Corona d'Aragona (1265-1291) - Eleonora d'Inghilterra          |
| |  | |  |                                                                                    |
| |  | Giacomo, VI re della Corona d'Aragona (1267-1327) - I Isabella di Castiglia, II Bianca di Napoli, III Maria di Cipro, IV Elisenda di Montcada       |  |                                                                                    |
| |  | |  |                                                                                    |
| |  | |  | II Giacomo (1296-1334)                                                             |
| |  | |  |                                                                                    |
| |  | II Alfonso, VII re della Corona d'Aragona (1299-1336) - I Teresa di Entenza, II Eleonora di Castiglia                                               |  |                                                                                    |
| |  | |  |                                                                                    |
| |  | |  | I Alfonso (1315-1317)                                                              |
| |  | |  |                                                                                    |
| |  | I Costanza (1318-1346) - Giacomo III di Maiorca |  |                                                                                    |
| |  | |  |                                                                                    |
| |  | I Pietro, VIII re della Corona d'Aragona (1319-1387) - I Maria di Navarra, II Leonora del Portogallo, III Eleonora di Sicilia, IV Sibilla di Fortià |  |                                                                                    |
| |  | |  |                                                                                    |
| |  | |  | I Costanza d'Aragona (1343-1363) - Federico IV di Sicilia                          |
| |  | |  |                                                                                    |
| |  | I Giovanna (1344-1385) - Giovanni d'Aragona-Empúries                                                                                                |  |                                                                                    |
| |  | |  |                                                                                    |
| |  | I Maria (1345-1348) |  |                                                                                    |
| |  | |  |                                                                                    |
| |  | I Pietro (1347-1347) |  |                                                                                    |
| |  | |  |                                                                                    |
| |  | III Giovanni XIX re della Corona d'Aragona (1350-1395) - I Marta di Armagnac, II Iolanda di Bar                                                     |  |                                                                                    |
| |  | |  |                                                                                    |
| |  | |  | I Giacomo (1374-1374)                                                              |
| |  | |  |                                                                                    |
| |  | I Giovanna d'Aragona (1375-1407) - Matteo di Foix-Béarn, conte di Foix                                                                              |  |                                                                                    |
| |  | |  |                                                                                    |
| |  | I Giovanni (1376-1376) |  |                                                                                    |
| |  | |  |                                                                                    |
| |  | I Alfonso (1377-1377) |  |                                                                                    |
| |  | |  |                                                                                    |
| |  | I Eleonora (1378-1378) |  |                                                                                    |
| |  | |  |                                                                                    |
| |  | II Giacomo, duca di Girona (1382-1388) |  |                                                                                    |
| |  | |  |                                                                                    |
| |  | II Iolanda di Aragona (1384-1442) - Luigi III d'Angiò, re di Napoli                                                                                 |  |                                                                                    |
| |  | |  |                                                                                    |
| |  | II Ferdinando, duca di Girona (1389-1389) |  |                                                                                    |
| |  | |  |                                                                                    |
| |  | II Antonia (1391-1392) |  |                                                                                    |
| |  | |  |                                                                                    |
| |  | II Giovanna (1392-1396) |  |                                                                                    |
| |  | |  |                                                                                    |
| |  | II Eleonora (1393-1393) |  |                                                                                    |
| |  | |  |                                                                                    |
| |  | II Pietro (1394-1394) |  |                                                                                    |
| |  | |  |                                                                                    |
| |  | III Martino, X re della Corona d'Aragona (1356-1410) - I Maria de Luna, II Margherita di Prades                                                     |  |                                                                                    |
| |  | |  |                                                                                    |
| |  | |  | I Martino (1379-1409) - I Maria d'Aragona, regina di Sicilia, II Bianca di Navarra |
| |  | |  |                                                                                    |
| |  | |  | I Pietro (1398-1400)                                                               |
| |  | |  |                                                                                    |
| |  | II Martino (1406-1407) |  |                                                                                    |
| |  | |  |                                                                                    |
| |  | I Giacomo (1378-1378) |  |                                                                                    |
| |  | |  |                                                                                    |
| |  | I Giovanni (1380-1380) |  |                                                                                    |
| |  | |  |                                                                                    |
| |  | I Margherita |  |                                                                                    |
| |  | |  |                                                                                    |
| |  | III Eleonora (1358-1382) - Giovanni I di Castiglia                                                                                                  |  |                                                                                    |
| |  | |  |                                                                                    |
| |  | III Alfonso (1362-1364) |  |                                                                                    |
| |  | |  |                                                                                    |
| |  | IV Alfonso, conte di Morella |  |                                                                                    |
| |  | |  |                                                                                    |
| |  | IV Pietro (1379-1379) |  |                                                                                    |
| |  | |  |                                                                                    |
| |  | IV Isabella d'Aragona (1380-1424) - Giacomo II di Urgell                                                                                            |  |                                                                                    |
| |  | |  |                                                                                    |
| |  | I Giacomo, conte di Urgell (1320-1347) - Cecilia di Comminges                                                                                       |  |                                                                                    |
| |  | |  |                                                                                    |
| |  | |  | (Aragona di Urgell)                                                                |
| |  | |  |                                                                                    |
| |  | I Isabella (1323-1327) |  |                                                                                    |
| |  | |  |                                                                                    |
| |  | I Federico |  |                                                                                    |
| |  | |  |                                                                                    |
| |  | I Sancho (1327-1327) |  |                                                                                    |
| |  | |  |                                                                                    |
| |  | II Ferdinando, marchese di Tortosa (1329-1363) - Maria del Portogallo                                                                               |  |                                                                                    |
| |  | |  |                                                                                    |
| |  | II Giovanni, signore di Elche (1330-) - Isabella Diaz de Haro dei duchi de La Cerda                                                                 |  |                                                                                    |
| |  | |  |                                                                                    |
| |  | |  | (con discendenza)                                                                  |
| |  | |  |                                                                                    |
| |  | II Maria (1299-1327) - Pietro di Castiglia |  |                                                                                    |
| |  | |  |                                                                                    |
| |  | II Costanza (1300-1327) - Giovanni Manuele di Castiglia, duca di Peñafiel                                                                           |  |                                                                                    |
| |  | |  |                                                                                    |
| |  | II Isabella (1302-1330) - I Oscin d'Armenia, II Federico I d'Asburgo                                                                                |  |                                                                                    |
| |  | |  |                                                                                    |
| |  | II Giovanni, patriarca d'Alessandria (1304-1334) |  |                                                                                    |
| |  | |  |                                                                                    |
| |  | II Pietro, conte di Ribagorza (1305-1381) - Giovanna di Foix-Béarn                                                                                  |  |                                                                                    |
| |  | |  |                                                                                    |
| |  | |  | (Aragona di Ribagorza)                                                             |
| |  | |  |                                                                                    |
| |  | II Bianca (1307-1348) |  |                                                                                    |
| |  | |  |                                                                                    |
| |  | II Raimondo Berengario, conte di Empúries (1308-1366) - I Bianca d'Angiò, II Maria d'Aragona-Ejerica                                                |  |                                                                                    |
| |  | |  |                                                                                    |
| |  | |  | (con discendenza)                                                                  |
| |  | |  |                                                                                    |
| |  | II Violante (1310-1353) - I Filippo d'Angiò, despota di Romania, II Lupo de Luna, signore di Segorbe                                                |  |                                                                                    |
| |  | |  |                                                                                    |
| |  | Isabella (1271-1336) - Dionigi del Portogallo |  |                                                                                    |
| |  | |  |                                                                                    |
| |  | Federico, re di Trinacria (1765-1824) - Eleonora d'Angiò                                                                                            |  |                                                                                    |
| |  | |  |                                                                                    |
| |  | |  | (Aragona di Sicilia)                                                               |
| |  | |  |                                                                                    |
| |  | Violante (1273-1302) - Roberto d'Angiò |  |                                                                                    |
| |  | |  |                                                                                    |
| |  | Pietro (1275-1296) |  |                                                                                    |
| |  | |  |                                                                                    |
| |  | II Costanza d'Aragona (1240-1269) - Manuele di Castiglia                                                                                            |  |                                                                                    |
| |  | |  |                                                                                    |
| |  | II Giacomo, re di Maiorca (1243-1311) - Esclarmonde di Foix                                                                                         |  |                                                                                    |
| |  | |  |                                                                                    |
| |  | |  | (Aragona di Maiorca)                                                               |
| |  | |  |                                                                                    |
| |  | II Ferdinando (1245-1250) |  |                                                                                    |
| |  | |  |                                                                                    |
| |  | II Sancha (1246-1262)) |  |                                                                                    |
| |  | |  |                                                                                    |
| |  | II Isabella (1247-1271) - Filippo III di Francia |  |                                                                                    |
| |  | |  |                                                                                    |
| |  | II Maria (1248-1267) |  |                                                                                    |
| |  | |  |                                                                                    |
| |  | II Sancho, arcivescovo di Toledo (1250-1275) |  |                                                                                    |
| |  | |  |                                                                                    |
| |  | II Eleonora |  |                                                                                    |
| |  | |  |                                                                                    |
| |  | III Giacomo, barone di Ejérica (1255-1285) - Elsa de Azagra                                                                                         |  |                                                                                    |
| |  | |  |                                                                                    |
| |  | |  | (con discendenza)                                                                  |
| |  | |  |                                                                                    |
| |  | III Pietro, signore di Ayerbe (1742-1761) - Aldonça di Cervera                                                                                      |  |                                                                                    |
| |  | |  |                                                                                    |
| |  | |  | (con discendenza)                                                                  |
| |  | |  |                                                                                    |
| |  | Costanza (1183-1222) - I Emerico d'Ungheria, II Federico II di Svevia                                                                               |  |                                                                                    |
| |  | |  |                                                                                    |
| |  | Alfonso Berengario, conte di Provenza (1180-1209) - Garsenda di Provenza                                                                            |  |                                                                                    |
| |  | |  |                                                                                    |
| |  | |  | (con discendenza)                                                                  |
| |  | |  |                                                                                    |
| |  | Eleonora (1182-1226) - Raimondo, conte di Tolosa |  |                                                                                    |
| |  | |  |                                                                                    |
| |  | Sancha (1186-1241) - Raimondo, conte di Tolosa |  |                                                                                    |
| |  | |  |                                                                                    |
| |  | Sancho, conte di Rossiglione |  |                                                                                    |
| |  | |  |                                                                                    |
| |  | Ferrante (1190-1249) |  |                                                                                    |
| |  | |  |                                                                                    |
| |  | Dolce |  |                                                                                    |
| |  | |  |                                                                                    |
| |  | Raimondo Berengario, conte di Provenza (nato Pietro; 1158-1181)                                                                                     |  |                                                                                    |
| |  | |  |                                                                                    |
| |  | Dolce (1160-1191) - Sancho I del Portogallo |  |                                                                                    |
| |  | |  |                                                                                    |
| |  | Sancho, conte di Cerdagna, di Provenza e di Rossiglione (1161-1223) - I Ermesinda (o Garsenda) di Rocaberti, II Sancha Nunez de Lara                |  |                                                                                    |
| |  | |  |                                                                                    |
| |  | |  | (con discendenza)                                                                  |
| |  | |  |                                                                                    |